# 29 octobre
Pour les articles homonymes, voir Vingt-Neuf-Octobre.
29 septembre 29 novembre
Chronologies thématiques
- Croisades
- Ferroviaires
- Sports
- Disney
- Anarchisme
- Catholicisme

Abréviations / Voir aussi
- (° 1852) = né en 1852
- († 1885) = mort en 1885
- a.s. = calendrier julien
- n.s. = calendrier grégorien
- Calendrier
- Calendrier perpétuel
- Liste de calendriers
- Naissances du jour

Le 29 octobre est le 302e jour de l'année du calendrier grégorien, 303e lorsqu'elle est bissextile (il en reste ensuite 63).
C'était généralement l'équivalent du 8 brumaire du calendrier républicain ou révolutionnaire français, officiellement dénommé jour de la scorsonère (plante à salsifis honoré proprio sensu trois jours plus tard les 11 brumaire, généralement vers le(s) 1er novembre).

## Événements

### XIVesiècle
- 1390 : premier procès en sorcellerie à Paris. Jugée par le Parlement, Jeanne de Brigue sera brûlée vive.

### XVIesiècle
- 1567 : la conspiration de Meaux déclenche la deuxième guerre française de religion (1567-1568).

### XVIIesiècle
- 1618 : accusé de trahison envers le roi Jacques Ier, Walter Raleigh est exécuté à Londres.
- 1665 : bataille d'Ambuila, les Portugais défont l'empire kongo.

### XVIIIesiècle
- 1798 : bataille de Herentals, lors de la guerre des Paysans.
- 1799 : bataille de Locminé, lors de la Chouannerie.

### XIXesiècle
- 1840 : le président du Conseil français Adolphe Thiers est remplacé par Soult.
- 1888 : signature de la convention du canal de Suez à Constantinople.

### XXesiècle
- 1914 : début de la première bataille d'Ypres, bataille qui marquera, avec la bataille de l'Yser, la fin de ce que l'on nomma la course à la mer (début de la Première Guerre mondiale).
- 1918 : début des mutineries de Kiel, lorsque la Hochseeflotte refuse de lever l'ancre (fin de la première guerre).
- 1922 : le roi d'Italie Victor-Emmanuel III demande à Mussolini de former un nouveau gouvernement.
- 1923 : 
  - proclamation de la république de Turquie.
  - Atatürk fait d'Ankara, en Anatolie centrale, la capitale de la Turquie.
- 1938 : défilé et dissolution des Brigades internationales, lors de la guerre d'Espagne.
- 1948 : résolution n°60 du Conseil de sécurité des Nations unies sur la Palestine.
- 1951 : retour triomphal du chef indépendantiste Son Ngoc Thanh au Cambodge.
- 1956 : conformément aux accords de Sèvres, l'armée israélienne envahit la bande de Gaza et le Sinaï, et atteint rapidement la zone du canal de Suez.
- 1962 : le blocus naval contre Cuba est levé par les États-Unis, à la demande du secrétaire général des Nations unies, U Thant[1].
- 1965 : enlèvement à Paris de Mehdi Ben Barka, chef de l'opposition marocaine, dont le corps n'a jamais été retrouvé.
- 1972 : des Palestiniens détournent un avion de ligne ouest-allemand, et obtiennent la libération de trois des terroristes responsables du massacre des athlètes israéliens aux Jeux olympiques de Munich.

### XXIesiècle
- 2004 :
  - signature formelle, par les chefs de gouvernements et d'États de l'Union européenne, du traité de Rome II, qui ne sera in fine jamais ratifié.
  - Norodom Sihamoni devient roi du Cambodge.
- 2005 : attentats à New Delhi, capitale officielle de l'Inde.

- 2019 : 
  - au Liban, le président du Conseil des ministres Saad Hariri annonce sa démission et celle de son gouvernement, à la suite d'un mouvement de protestation dû à une crise économique et sociale[2].
  - l'Opération Source de paix se conclut par une victoire de la Turquie et des rebelles, pendant la guerre civile syrienne.
- 2024 :
  - Naïm Qassem (photo) est désigné secrétaire général du Hezbollah un mois après la mort d'Hassan Nasrallah[3].
  - en Espagne, des inondations catastrophiques dans la Communauté valencienne font plus de 200 morts et de lourds dégâts, notamment dans les villes autour de Valence

## Arts, culture et religion
- 1591 : Innocent IX est élu pape.
- 1709 : expulsion des religieuses de Port-Royal des Champs.
- 1787 : création du Don Giovanni de Mozart, sur un livret de Da Ponte, au théâtre des États (alors théâtre Nostitz) de Prague.
- 1946 : sortie de La Belle et la Bête, film fantastique réalisé par Jean Cocteau.
- 1955 : création du premier concerto pour violon de Dmitri Chostakovitch.
- 1959 :
  - le scénariste René Goscinny et le dessinateur Albert Uderzo donnent naissance au personnage d'Astérix, l'irréductible gaulois, depuis un appartement de Bobigny.
  - parution du premier exemplaire de la revue Pilote.

## Sciences et techniques
- 1969 : envoi du premier message électronique par le réseau Arpanet, de l'université de Californie (UCLA) à l'institut de recherches de Stanford : le message ne comporte que le mot « login ».
- 1970 : inauguration du dernier tronçon de l’autoroute française du sud l'A6 par le président de la République Georges Pompidou à bord d'une Renault 16 sur l'aire de Savingy-lès-Beaune à équidistance de Lille et de Marseille[4].
- 1998 : premier américain en orbite autour de la Terre en 1962, le doyen des astronautes, John Glenn reprend du service, à l'âge de 77 ans, en s'envolant à bord de la navette spatiale Discovery, pour des expériences sur l'étude du vieillissement.

## Économie et société
- 1899 : création du premier syndicat jaune au Creusot (département français de Saône-et-Loire en région Bourgogne).
- 1929 : « mardi noir » à la Bourse de New York, amorcée le jeudi précédent.
- 1955 : naufrage du cuirassé de la marine soviétique Novorossiisk dans le port de Sébastopol, à la suite de l'explosion d'une mine marine allemande de la Seconde Guerre mondiale, entraînant la mort de 608 marins.
- 1998 : incendie d'une discothèque à Göteborg, en Suède.
- 1999 : le cyclone d'Orissa ravage une partie de l'État d'Orissa, sur la côte est de l'Inde, causant plus de 10 000 morts.
- 2008 : fusion de Delta Air Lines et Northwest Airlines sous le seul nom de Delta, créant la plus grande compagnie aérienne mondiale.
- 2013 : ouverture de la ligne Marmaray, un tunnel ferroviaire sous le Bosphore reliant les rives européenne et asiatique d’Istanbul en Turquie.
- 2018 : en Indonésie, le vol 610 Lion Air, qui assurait un vol intérieur entre Jakarta et Pangkal Pinang, sur l'île de Bangka, au large de Sumatra, s’abîme au large des côtes, treize minutes après son décollage. L'avion transportait au total 189 personnes, il n'y a aucun survivant.
- 2020 : en France, un attentat terroriste islamiste au couteau fait trois morts à la basilique Notre-Dame de Nice[5].
- 2022 : 
  - en Corée du Sud, une bousculade fait plus de 150 morts à Séoul, lors d'une célébration d'Halloween[6].
  - en Somalie, des attentats à Mogadiscio, capitale du pays, tuent au moins 100 personnes[7].

## Naissances

### XIesiècle
- 1017 : Henri III, empereur romain germanique († 5 octobre 1056).

### XVIIesiècle
- 1651 : Samuel Bernard, financier français († 18 janvier 1739).
- 1682 : Pierre François Xavier de Charlevoix, historien français († 1er février 1761).

### XVIIIesiècle
- 1704 : John Byng, amiral britannique († 14 mars 1757).
- 1736 : Johann Karl Zeune, philologue allemand († 8 novembre 1788).
- 1740 : James Boswell, biographe écossais de Samuel Johnson († 19 mai 1795).
- 1794 : François-Bernard de Munck, homme politique belge († 29 juin 1855).

### XIXesiècle
- 1811 :
  - Heinrich Wilhelm Adalbert, prince de Prusse, militaire et explorateur allemand († 6 juin 1873).
  - Louis Blanc, homme politique et écrivain français († 6 décembre 1882).
- 1822 : Frederik Abrahamson, officier et homme politique danois († 7 février 1911).
- 1855 : Paul Bruchési, prélat canadien, archevêque de Montréal de 1897 à 1939 († 20 septembre 1939).
- 1859 : Ernst Hartert, ornithologue allemand († 11 novembre 1933).
- 1877 : Wilfred Rhodes, joueur anglais de cricket († 8 juillet 1973).
- 1878 : Georges-Louis Aimond, homme politique français († 6 mai 1923).
- 1879 : Franz von Papen, homme politique allemand, chancelier du Reich en 1932 et ambassadeur sous le régime nazi († 2 mai 1969).
- 1880 : Abram Ioffé (Абрам Фёдорович Иоффе), physicien soviétique († 14 octobre 1960).
- 1882 : 
  - Jean Giraudoux, romancier et dramaturge français († 31 janvier 1944).
  - Jenő Fuchs, escrimeur hongrois (sabre), quadruple champion olympique († 14 mars 1955).
- 1890 : Alfredo Ottaviani, cardinal italien, préfet de la Congrégation pour la doctrine de la foi († 3 août 1979).
- 1891 : Fanny Brice, chanteuse et comédienne américaine († 29 mai 1951).
- 1897 : 
  - Hope Emerson, actrice américaine († 25 avril 1960).
  - Joseph Goebbels, homme politique allemand, ministre de la Propagande sous le régime d'Hitler († 1er mai 1945).
- 1899 : Akim Tamiroff (Аким Михайлович Тамиров), acteur américain d'origine russe († 17 septembre 1972).

### XXesiècle
- 1903 : Arturo Tabera Araoz, cardinal espagnol de la curie romaine († 13 juin 1975).
- 1906 : Fredric Brown, écrivain américain († 11 mars 1972).
- 1907 : Edwige Feuillère (Edwige Caroline Cunati dite), comédienne française († 13 novembre 1998).
- 1909 : Frank Wykoff, athlète américain, triple champion olympique au relais 4 x 100 m († 1er janvier 1980).
- 1910 : 
  - Alfred Jules Ayer, philosophe britannique († 27 juin 1989).
  - Aurelie Nemours, artiste peintre française († 27 janvier 2005).
- 1913 : Eddie Constantine (Edward Constantinowsky dit), chanteur et acteur français d'origine américaine († 25 février 1993).
- 1916 : Jerzy Pietrkiewicz, écrivain, poète, traducteur et historien de la littérature polonaise († 26 octobre 2007).
- 1918 : Baby Peggy, enfant actrice américaine devenue centenaire († 24 février 2020).
- 1919 : Pierre Doris, comédien et humoriste français († 27 octobre 2009).
- 1920 : Baruj Benacerraf, immunologiste américain, originaire du Venezuela, prix Nobel de physiologie ou médecine en 1980 († 2 août 2011).
- 1921 : 
  - Bill Mauldin, dessinateur de presse et caricaturiste américain († 22 janvier 2003).
  - Jesse Beryle « Jess » Hahn, acteur américain naturalisé français († 29 juin 1998).
- 1922 : Geoffroy Dauvergne, peintre, mosaïste et sculpteur français († 23 janvier 1977).
- 1923 : 
  - Carl Djerassi, chimiste autrichien († 30 janvier 2015).
  - Lev Shchukin, as de l'aviation soviétique († 2 mai 2009).
- 1924 : Danielle Mitterrand, résistante et militante française, épouse de François Mitterrand († 22 novembre 2011).
- 1926 : Jonathan Stewart « Jon » Vickers, ténor canadien († 10 juillet 2015).
- 1930 : 
  - Christiane Collange (née Servan-Schreiber), journaliste et écrivaine française.
  - Omara Portuondo Peláez, chanteuse et danseuse cubaine (du Buena Vista Social Club depuis 1996).
  - Niki de Saint Phalle (Catherine-Marie-Agnès Fal de Saint Phalle dite), artiste française, plasticienne, peintre, sculptrice et réalisatrice de films († 21 mai 2002).
- 1931 : Franco Interlenghi, acteur italien († 10 septembre 2015).
- 1935 : 
  - Isao Takahata (高畑・勲), réalisateur japonais de dessins animés († 5 avril 2018).
  - Agota Kristof, écrivaine suisse d'origine hongroise († 27 juillet 2011).
- 1938 :
  - Ralph Bakshi, cinéaste américano-israélien.
  - Ellen Johnson-Sirleaf, femme politique libérienne, présidente du Liberia entre 2006 et 2018, co-lauréate du prix Nobel de la Paix de 2011.
- 1940 : Frida Boccara, chanteuse française († 1er août 1996).
- 1942 : Gérard Klein, acteur français.
- 1943 : 
  - Jean-Guy Moreau, humoriste et acteur québécois († 1er mai 2012).
  - Margaret Nolan, actrice anglaise († 5 octobre 2020).
  - Don Simpson, acteur et producteur de cinéma américain († 19 janvier 1996).
- 1944 : 
  - Claude Brochu, homme d'affaires et gestionnaire de sport québécois, président des Expos de Montréal de 1986 à 1998.
  - Denny Laine (Brian Frederick Arthur Hines dit), guitariste britannique des groupes The Moody Blues et Wings.
- 1946 : Peter Green, guitariste et compositeur britannique du groupe Fleetwood Mac († 25 juillet 2020).
- 1947 :
  - Richard Dreyfuss, acteur américain.
  - Coline Serreau, actrice, réalisatrice et scénariste française.
- 1948 :
  - Hugues Corriveau, poète, romancier et essayiste québécois.
  - Kate Jackson, actrice américaine, une des trois Drôles de dames du feuilleton américain.
- 1951 : Anne Alvaro (Dany Barbara Odette Artero dite), comédienne française.
- 1952 : Valery Tokarev (Валерий Иванович Токарев), cosmonaute russe.
- 1953 : Denis Potvin, hockeyeur professionnel canadien.
- 1954 : 
  - Lee Child, écrivain et scénariste britannique.
  - Herman Frazier, athlète américain spécialiste du 400 m.
  - Siegrun Siegl, athlète est-allemande, spécialiste du pentathlon et du saut en longueur.
- 1955 : Roger O'Donnell, claviériste britannique du groupe The Cure.
- 1958 : Stefan Dennis (en), acteur australien.
- 1959 : Michael Alfred « Mike » Gartner, hockeyeur professionnel canadien.
- 1961 : 
  - Steven Randall « Randy » Jackson, chanteur et musicien américain des Jackson Five.
  - Richard Schroeder, nageur américain, champion olympique.
- 1962 : Smaïl Yefsah, journaliste algérien († 18 octobre 1993).
- 1963 : 
  - Christophe Alévêque, humoriste français.
  - Alexandra Simons-de Ridder, cavalière allemande, championne olympique.
- 1965 :
  - Denis Mathen, homme politique belge de langue française.
  - Chen Xiaoxu ( 陈晓旭), actrice chinoise († 13 mai 2007).
- 1967 : Rufus Sewell, acteur britannique.
- 1970 : Edwin van der Sar, footballeur néerlandais.
- 1971 :
  - Lisa Bresner, écrivain français († 28 juillet 2007).
  - Winona Ryder (Winona Laura Horowitz dite), actrice américaine.
- 1972 : 
  - Steeve Estatof, chanteur français.
  - Legna Verdecia, judoka cubaine, championne olympique.
- 1973 : 
  - Éric Messier, hockeyeur sur glace canadien.
  - Robert Pirès, joueur puis commentateur français de football, champion du monde en 1998, d'Europe des nations en 2000.
- 1974 : 
  - Robert Allen Dickey, joueur de baseball américain.
  - John Banza Lunda, homme politique de la République démocratique du Congo.
- 1975 : Viorica Susanu, rameuse d'aviron roumaine, quadruple championne olympique.
- 1976 : Marc Anthony « Mark » Sheehan, chanteur, guitariste et compositeur irlandais du groupe The Script.
- 1977 : Brendan Fehr, acteur canadien.
- 1979 : Olivier Barthélémy, acteur français.
- 1980 : Benjamin A. « Ben » Foster, acteur américain.
- 1981 : Amanda Beard, nageuse américaine.
- 1982 :
  - Nicolas Gob, comédien belge.
  - Dominique Rollin, coureur cycliste québécois.
- 1983 : Jérémy Mathieu, footballeur français.
- 1984 : Eric Staal, hockeyeur professionnel canadien.
- 1985 : 
  - Caroline Cejka, coureuse d'orientation suisse.
  - Janet Montgomery, actrice britannique.
- 1986 : Myriam Soumaré, athlète de sprint français.
- 1987 :
  - Jessica Dubé, patineuse artistique québécoise.
  - Tove Lo (Tove Ebba Elsa Nilsson dit), chanteuse suédoise.
  - Makoto Ogawa (小川麻琴), chanteuse japonaise du groupe Morning Musume.
  - José Francisco Torres, footballeur américain.
- 1990 : 
  - Dmitri Koulikov (Дмитрий Владимирович Куликов), hockeyeur sur glace russe.
  - Amarna Miller, actrice pornographique Espagnole.
  - Eric Saade, chanteur suédois.
- 1991 : Linda Bousbaa, basketteuse française.
- 1992 : Evan Fournier, basketteur français.
- 1997 : Fouad Aghnima, joueur international allemand de futsal.
- 1998 : Lance Stroll, pilote automobile canadien.

## Décès

### XIesiècle
- 1038 : Eadsige, prélat anglais, archevêque de Cantorbéry en 1038 (° inconnue).

### XIIesiècle
- 1138 : Boleslas III le Bouche-Torse, duc de Pologne de 1102 à 1138 (° 1085).

### XIIIesiècle
- 1268 : Conradin, roi de Sicile et de Jérusalem, duc de Souabe  (° 25 mars 1252).

### XVIesiècle
- 1565 : Ranuccio Farnèse, cardinal italien (° 11 août 1530).

### XVIIesiècle
- 1618 : Sir Walter Raleigh, écrivain, poète, espion et explorateur anglais (° 1554).
- 1650 : David Calderwood, historien écossais (° 1575).
- 1666 : James Shirley, auteur de théâtre anglais (° 1596).

### XVIIIesiècle
- 1783 : Jean le Rond d'Alembert, philosophe, mathématicien et encyclopédiste français (° 16 novembre 1717).

### XIXesiècle
- 1811 : François Bontemps, général français (° 1er juin 1753).
- 1813 : Louis Jacques de Coehorn, militaire français, baron d'Empire (° 16 janvier 1771).
- 1877 : Nathan Bedford Forrest, militaire américain, général sudiste et meneur du Ku Klux Klan (° 13 juillet 1821).
- 1886 : George Byng, homme politique britannique (° 8 juin 1806).
- 1897 : Henry George, économiste et philosophe américain (° 2 septembre 1839).

### XXesiècle
- 1905 : Étienne Desmarteau, athlète canadien (° 4 février 1873).
- 1911 : Joseph Pulitzer, éditeur et magnat américain de la presse (° 10 avril 1847).
- 1914 : Paul Arrivet, officier général français, l'un des 42 généraux français morts au combat durant la Première Guerre mondiale (° 10 décembre 1850).
- 1927 : Victoire Cappe, féministe belge (° 18 mars 1886).
- 1931 : Gabriel Koenigs, mathématicien français (° 17 janvier 1858).
- 1932 : Joseph Babinski, neurologue franco-polonais (° 17 novembre 1857).
- 1933 : Albert Calmette, médecin et biologiste (° 12 juillet 1861).
- 1939 : Albert de Wurtemberg (Albrecht H. von Württemberg), militaire austro-allemand, successeur présomptif du kaiser Guillaume II † en 1941 (° 23 décembre 1865).
- 1943 : Théo Gerhards (Théodore Jean Gerhards dit aussi Théo), résistant français alsacien (° 1er février 1900).
- 1949 : Georges Gurdjieff, écrivain français (° date incertaine).
- 1950 : Gustave V de Suède, roi de 1907 à 1950 (° 16 juin 1858).
- 1953 : William Kapell, pianiste américain (° 20 septembre 1922).
- 1957 : Louis B. Mayer (Lazar Meïr dit), producteur de films américain (° 4 juillet 1885).
- 1963 : Adolphe Menjou, acteur américain (° 18 février 1890).
- 1967 : 
  - Jean Nussbaum, médecin franco-suisse (° 24 novembre 1888).
  - Julien Duvivier, cinéaste français (° 8 octobre 1896).
- 1969 : Francisco Orlich Bolmarcich, homme politique costaricain, président de la république du Costa Rica de 1962 à 1966 (° 10 mars 1907).
- 1971 : Duane Allman, musicien américain (° 20 novembre 1946).
- 1981 : Georges Brassens, auteur-compositeur-interprète et poète français (° 22 octobre 1921).
- 1987 : Woody Herman, musicien américain (° 16 mai 1913).
- 1989 : Alcide Ouellet, météorologue et vulgarisateur scientifique québécois (° 13 septembre 1924).
- 1990 : Germaine Hainard, artiste suisse (° 2 février 1902).
- 1991 : Mario Scelba, homme politique italien, président du Conseil de 1954 à 1955 et président du Parlement européen de 1969 à 1971 (° 5 septembre 190).
- 1993 : Boris Grigolachvili, chef militaire géorgien (° 26 octobre 1933).
- 1996 : J. Edward Day, avocat, homme politique et homme d'affaires américain (° 11 octobre 1914).
- 1997 : 
  - Paul Guth, romancier et essayiste français (° 5 mars 1910).
  - Anton Szandor LaVey, philosophe satanique américain (° 11 avril 1930).
- 1998 : 
  - Reine Flachot, violoncelliste française (° 10 octobre 1922).
  - Paul Misraki (Paul Misrachi dit), auteur et compositeur français (° 28 janvier 1908).
  - Zoël Saindon, médecin et homme politique canadien (° 18 octobre 1919).
- 1999 : Greg (Michel Régnier dit), scénariste, écrivain et dessinateur franco-belge, créateur du personnage de bande dessinée Achille Talon (° 5 mai 1931).

### XXIesiècle
- 2001 : Jacques Riboud, industriel et urbaniste français (° 4 février 1908).
- 2003 :
  - Hal Clement (Harry Clement Stubbs dit), écrivain américain (° 30 mai 1922).
  - Franco Corelli, ténor italien (° 8 avril 1921).
  - Fermín Murillo, matador espagnol (° 4 novembre 1934).
- 2004 : 
  - Jean-Jacques Brochier, journaliste français (° 28 décembre 1937).
  - Alice Montagu-Douglas-Scott, duchesse de Gloucester, tante de la reine Élisabeth II et doyenne de la famille royale britannique (° 25 décembre 1901).
- 2006 : Léon Walker, footballeur puis entraîneur suisse (° 29 juillet 1937).
- 2007 :
  - Christian d'Oriola, escrimeur français (° 3 octobre 1928).
  - Frane Matošić, footballeur puis entraîneur yougoslave puis croate (° 25 novembre 1918).
  - René Pingeon, cycliste sur route français (° 23 novembre 1943).
- 2008 : 
  - Cor Brom, footballeur puis entraîneur néerlandais (° 27 août 1932).
  - Habib Draoua, footballeur puis entraîneur algérien (° ? 1914).
  - William Wharton, romancier américain (° 7 novembre 1925).
- 2009 :
  - Russell Lincoln Ackoff, théoricien des organisations américaines (° 12 février 1919).
  - Anna Iegorova (Анна Александровна Егорова), prestigieuse pilote d'IL-2 soviétique durant la Seconde Guerre mondiale (° 23 septembre 1916).
- 2010 : 
  - Bernard Musson, acteur français (° 22 février 1925).
  - Takeshi Shudo (首藤 剛志), scénariste japonais, créateur des Pokémon (° 18 août 1949).
- 2011 : Robert Lamoureux, acteur français (° 4 janvier 1920).
- 2012 :
  - J. Bernlef, romancier, poète et traducteur néerlandais (° 14 janvier 1937).
  - Wallace Sargent, astronome américain (° 15 février 1935).
- 2013 : 
  - Robert Bahl, footballeur français (° 21 août 1928).
  - Allal Benkassou (علال بن قصو), footballeur marocain (° 1941).
  - Ayrton Vieira de Moraes, arbitre de football brésilien (° 14 février 1929).
  - Graham Stark, acteur et réalisateur britannique (° 20 janvier 1922).
- 2014 :
  - Michel Corajoud, paysagiste français (° 14 juillet 1937).
  - Frank Domínguez, compositeur et pianiste cubain (° 9 octobre 1927).
  - Rainer Hasler, footballeur liechtensteinois (° 2 juillet 1958).
  - Klas Ingesson, footballeur puis entraîneur suédois (° 20 août 1968).
  - Christopher J. Turner, fonctionnaire britannique (° 17 août 1933).
- 2015 : Ena de Silva, artiste srilankaise (° 22 octobre 1922).
- 2016 :
  - Roland Dyens, guitariste, arrangeur et compositeur français (° 19 octobre 1955).
  - Christiane Gilles, syndicaliste et féministe française (° 1er avril 1930).
- 2019 :
  - Gerald L. Baliles, homme politique américain (° 8 juillet 1940).
  - John Witherspoon, acteur américain (° 27 janvier 1942).
  - Mihai Constantinescu, chanteur roumain de musique pop (° 4 janvier 1946).
- 2021 : Mehdi Cerbah, Raymond Guy LeBlanc, Clément Mouamba, Puneeth Rajkumar, Camille Saviola.
- 2022 : François Chesnais.
- 2023 :
  - Charlie Aitken, footballeur écossais (° 5 janvier 1942).
  - René Exbrayat, footballeur puis entraîneur français (° 30 octobre 1947).
  - Heath, bassiste, chanteur, compositeur et auteur-compositeur japonais (° 22 janvier 1968).
  - Huguette Maure, femme de lettres et journaliste française (° 16 novembre 1932).
- 2024 :
  - Teri Garr, actrice américaine (° 11 décembre 1944).
  - Ahmat Mahamat Karambal,  diplomate, homme politique et administrateur tchadien (° 1947).
  - David Musuguri, militaire tanzanien (° 4 janvier 1920).

## Célébrations

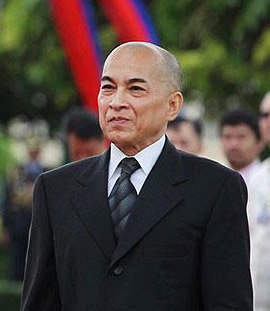
Le roi Norodom Sihamoni en 2016

- Journée mondiale de l'accident vasculaire cérébral[8].
- Journée mondiale du psoriasis[9].

- Cambodge : jour du couronnement du roi Sihamoni[10] (en photographie ci-contre), le lendemain de la saint-Simon (paronymie).
- Turquie : fête nationale de la République.

- Christianisme : station à Bethléem en mémoire des apôtres Cléophas, Corneille, Luc (voir aussi 18 octobre pour ces deux derniers) et du martyr Pantaléon de Nicomédie) avec lectures de II Cor. 8, 16-24 (pour Luc) et de Lc 24, 13-35 (pour Cléophas) dans le lectionnaire de Jérusalem.

### Saints des Églises chrétiennes

#### Catholiques et orthodoxes
Saints du jour, :
- Abramios († 366) — ou « Abraham d'Édesse » —, né près d'Édesse en Osrhoène, ascète près de Lampsaque dans l'Hellespont.
- Achahildis (+ v. 970), noble allemande.
- Anastasie la Romaine († vers 253), vierge et martyre à Rome sous Valérien.
- Anne de Byzance († vers 253), née à Byzance, qui pratiqua l'ascèse, en se faisant passer pour un eunuque, sous le nom d'Euphimien.
- Bond (VIIe siècle), pèlerin repentant.
- Colman Mac Duagh († v. 632), évêque irlandais.
- Dodon de Wallers († 760), Abbé de Wallers.
- Ermelinde († 595), Vierge dans le Brabant
- Eusébie († v. 304), Vierge et martyre à Bergame
- Félicien (IIIe siècle), Martyr à Carthage.
- Honorat († 397), évêque de Verceil
- Ingaut d'Amiens (VIIe siècle), laïc miraculé.
- Jacques d'Osroene († 521), évêque.
- Jorioz, Ismion, Bompart, Rodolphe et Germain (Xe siècle), moines.
- Narcisse († 213, vers 216, en 231 ou 195 - ° vers 99), trentième évêque de Jérusalem  de la fin du IIe siècle vers l'an 185 déjà âgé au début du IIIe siècle mort par le glaive (parfois fêté localement les 7 août d'où peut-être au moins l'un des deux dictons ci-après à cette autre date).
- Theudère du Dauphiné († 575) — ou « Théodore » —, abbé dont le crâne est vénéré à Saint-Chef.
- Zénobe († 304), Martyr à Antioche, en Syrie.

#### Bienheureux des Églises catholiques
- Bérenger de Formbach († 1108) — ou « Béranger » ou « Berengerus » —, bienheureux, premier abbé de l'abbaye bénédictine de Formbach (ou Vornbach), en Bavière[11].
- Chiara Luce Badano, († 1990), bienheureuse laïque italienne[13].
- Gaetano Errico († 1860), prêtre italien fondateur de congrégation.
- Lucie Rucellai († 1520), bienheureuse Tertiaire dominicaine italienne.
- Mazeran (XIe siècle), moine dans le bourbonnais.

#### Saints des Églises orthodoxes
Saints du jour, aux dates éventuellement différentes dans les calendriers julien, orientaux :
- Abraham de Rostov († entre 1073 et 1077) — ou « Abramios » —, archimandrite de Rostov.
- Sérapion de Zarzama († 900) — ou de « Zarzma » —, en Géorgie.
- Timothée († 1820), martyr.

### Prénoms
Bonne fête aux Narcisse, Narciso, Narcisso (fête majeure, sinon plus locale les 7 août).
Et aussi aux :
- Ermelinde (voir les Émeline des 27 octobre).
- Aux Landouen et ses variantes autant bretonnes comme Lanwenn etc.
- Aux Zénobie et ses variantes ou dérivés : Zénobe, Zénobin, Zenobia, Zénobine voire Zénon (ou 25 mai ?).

## Traditions et superstitions

### Astrologie
- Signe du zodiaque : 7e jour du Scorpion.

### Dictons du jour
- « À la saint-Narcisse les mouches, aux pêcheurs les touches. »[réf. à confirmer][14] (des 7 août aussi, localement ?)
- « Neige le jour de Saint Narcisse, pour le blé est un bénéfice. »[15]